# Fieni
Fieni è una città della Romania di 7 902 abitanti, ubicata nel distretto di Dâmbovița, nella regione storica della Muntenia.
Fanno parte dell'area amministrativa anche le località di Berevoeşti e Costeşti.
Fieni, già facente parte del comune di Moțăieni, è divenuto comune autonomo nel 1923 ed ha ottenuto lo status di città nel 1968.
Il monumento più interessante della città è la chiesa dedicata a San Nicola (Sf. Nicolae), costruita nel 1804 sull'area in cui si trovava una chiesa lignea del 1661, ricordata da una croce in pietra nel cortile della chiesa attuale; la chiesa è stata interamente restaurata nel 1999.